# Michael Orué
Michael Luis Orué Medina (* 1. Mai 1985) ist ein peruanischer Fußballschiedsrichterassistent. Er steht als dieser seit 2016 auf der Liste der FIFA-Schiedsrichter.

## Karriere
Als Assistent begleitete er nebst vielen Partien auf nationaler Ebene unter anderem international nebst Partien auf Klub-Ebene, auch Spiele von Nationalmannschaften. Hierbei war er unter anderem bei den Panamerikanischen Spielen 2019 und bei Olympia 2020 vertreten. Zur Weltmeisterschaft 2022 wurde er ins Aufgebot der Assistenten berufen.